# Ушаков Костянтин Петрович
Ушаков Костянтин Петрович (*1896, с. Гайворон. — †1943, концтабірна лікарня Свободлаг, ГУЛАГ СССР) — воєначальник російських окупаційних сил в Україні та Узбекистані (1919—1935). Комдив 9-ї кавалерійської дивізії РККА у Київському військовому окрузі, яка брала участь в організації блокади українських сіл під час Геноциду-Голодомору 1932—1933 років[джерело?].

## Біографія
Народився у козацькому селі Гайворон Голінської волості Конотопського повіту в родині російських дворян. Не зважаючи на таке виховання, віддав усе своє життя на службу російському більшовизму.
Вже у листопаді 1917 розклав комуністичною пропагандою цілий ескадрон російської армії. В 1918 р. на базі 5-го гусарського полку сформовано більшовицький Оренбурзький кавалерійський полк, який він і очолив. Після цього зробив кар'єру в каральних експедиціях більшовиків до Середньої Азії, де долучився до придушення національно-визвольної боротьби Узбекистану та Казахстану.
З початку 1919 року — активний учасник боїв із Білою армією, зокрема відзначився під час захоплення Актюбінська (2 вересня 1919). До 1926 постійно перебуває на чолі збройних загонів більшовиків у країнах Середньої Азії, проводячи шовіністичну політику, насаджуючи окупаційний лад і терор проти мирного мусульманського населення.
Ушаков виявляв надзвичайну затятість у військових операціях, отримав 18 поранень. Після стабілізації більшовицького режиму у Середній Азії, 1929 року переміщений на одну з високих посад в Україні (комдив 9-ї кавалерійської дивізії РККА у Київському військовому окрузі, яка брала участь в організації блокади українських сіл під час Геноциду-Голодомору 1932—1933 років).

## Розплата за сталінізм
1937 року звинувачений у шпигунстві та виключений з ВКП(б). Утік до Москви, звідки 1938 етапований до Києва. Тут же засуджений до ув'язнення. У таборах ГУЛАГ не зрікся сталінізму і всіляко намагався довести свою лояльність до шефа СССР — Йосипа Сталіна. Закидав прокуратуру проханнями відправити на якісь нові комуністичні фронти, але його долю було вже вирішено — гайворонський дворянин Костянтин Ушаков помер у гулагівському лазареті 1943 року і заслужив від більшовиків у Хабаровському краї безіменну могилу з номером на кілку.